# Otto Ziege
Otto Ziege (Berlín, 14 de junio de 1926 - Ídem, 8 de noviembre de 2014) fue un ciclista alemán que fue profesional entre 1947 y 1956. Compitió tanto en carretera como en pista. Su éxito más importante fue el Campeón de Alemania en ruta.
Después de retirarse, fue director deportivo de los Seis días de Berlín y de los Seis días de Dortmund.

## Palmarés en pista
- 1953

 Campeón de Alemania en Velocidad por equipos
2.º en los Seis días de Saint-Étienne (con Théo Intra)
2.º en los Seis días de Barcelona (con Hans Preiskeit)

## Palmarés en ruta
- 1949
  -  Campeón de Alemania en ruta